# Barkóczy család

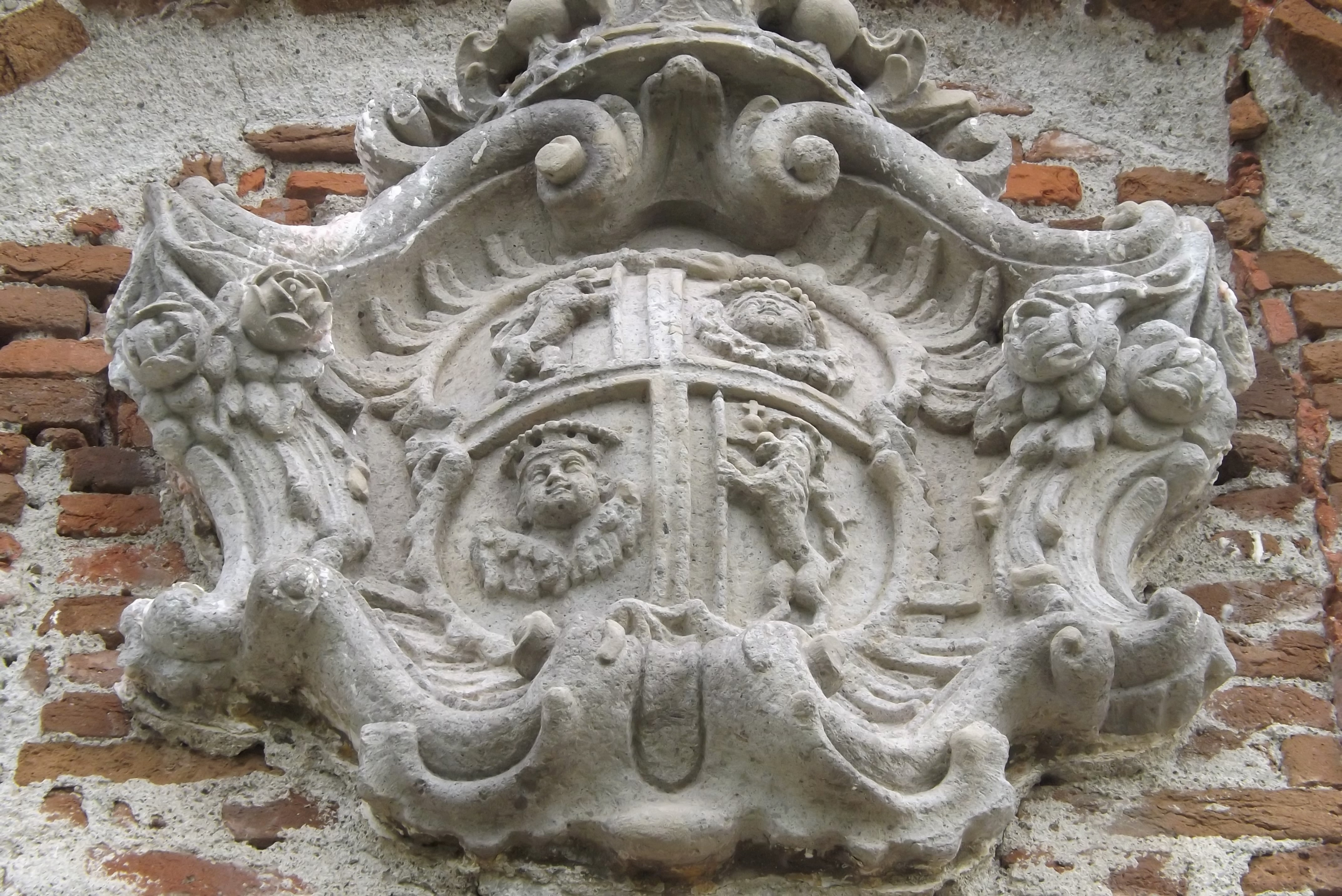
A Barkóczy család címere a Pusztaszikszói Szent Vendel kápolna bejárata felett

A szalai és tavarnai nemes,  és gróf Barkóczy család egy régi, vasi származású nemesi család.

## Története
A család nevét a régebben Zala, majd Vas vármegyében fekvő Barkóc községről vette, ahol régen birtokaik is feküdtek. A család első ismert tagja Tamás, akit Fráter György 1547-ben a csanádi vár védelmére küldött. Ebben az időben élt László, I. Ferdinánd hű embere, aki 1569. július 11-én Miksától Kis-Ujlak, Káros és Csörgő falvakat kapta királyi adományként. Unokái, László, Ferenc és István a család három ágát alapították, de István ágazata már unokáiban kihalt. László (1601–1659), zempléni alispán, 1631. május 18-án II. Ferdinánd által bárói címben részesült, majd 1642-ben III. Ferdinánd magyar lovas ezredessé nevezte ki. Ebben a minőségében a svédek ellen harcolt, majd 1653 és 1659 között Bereg vármegye főispáni tisztét töltötte be. Két házasságából több fia is született: István, Ferenc, László, György és Zsigmond. A két utóbbit, a király iránti hűségük miatt, Thököly István kivégeztette. István 1663-ban ónodi kapitánykét kétszer is megverte a török seregeket. 1669-ben részt vett a Zrínyi-féle összeesküvésben, de kegyelmet kapott a következő évben. Kobb császári fővezér táborában a bujdosók ellen küzdött, vitézségéért Parnó várát kapta királyi adományként. Utódai nem maradtak. Ferenc zempléni főispán volt az, aki a család grófi címét szerezte 1687-ben. László 1667-ben Bercsényi Miklóssal Caraffa kegyetlenkedései ellen a királynál panaszt tett. 1693-ban királyi adományként Vék, Szerednye és Bezdéd birtokát kapta. Csak leánygyermekei voltak. Ferenc unokái közül kitűnt a szintén Ferenc nevezetű és János, aki a családot tovább terjesztette, és 1759-től 1782-ig Szabolcs vármegye főispánja volt. Unokája, János (1807–1872) királyi főudvarmester volt. Halálakor fiutód híján fiúsított lánya, Ilona örökölte a birtokait hitbizomány formájában. 1860-ban férjhez ment Hadik Béla grófhoz, s Hadik-Barkóczy Ilona néven szerepelt. Elsőszülött fiuk, Endre örökölte a Hadik mellett a Barkóczy hitbizományt is és 1887-ben királyi engedéllyel felvette a Hadik-Barkóczy nevet, s ezzel megalapította a Hadik-Barkóczy családot. A Barkóczy család egy másik tagja, Ferenc 1625-től 1640-ig zempléni alispán volt, majd ónodi kapitány. Dédunokája, Zsigmond 1721-ben III. Károlytól bárói címet kapott. Megint másik Barkóczy volt Imre, aki császári és királyi tábornok, máramarosi főispán és belső titkos tanácsos volt.

## Jelentősebb családtagok
- Barkóczy Ferenc (kb. 1627–1709) kuruc tábornok
- Barkóczy Ferenc (17. század második fele – 1726/27 fordulója) az előbbi fia, kuruc ezredes
- Barkóczy Ferenc (1710–1765) az előbbi fia, esztergomi érsek
- Barkóczy László (1791-1847) székesfehérvári püspök
- Barkóczy Ilona, később Hadik-Barkóczy Ilona (1833-1887), az első ismert magyar nőszabadkőműves
- Barkóczy Sándor (1857–1925) miniszteri tanácsos, császári és királyi kamarás
- Barkóczy István (18-19. század) író
- Barkóczy Sándor József (18. század) katolikus pap